# پرستودریایی پرویی
پرستودریایی پرویی (نام علمی: Sternula lorata) نام یک گونه از سرده پرستودریایی‌های کوچک است.